# Harald Klehn
Harald Klehn (genannt: „Der Klempner“; * 18. März 1949; † 30. Mai 2011) war ein deutscher Boxer (Schwer- und Superschwergewicht) und boxte in der 1. Bundesliga.
Klehn war mehrfacher Deutscher Amateur-Boxmeister, Norddeutscher und Hamburger Meister (1974–1976) und boxte unter anderen für den TSV Uetersen gegen Soldaten der US-Rheinarmee und besiegte den damals amtierenden amerikanischen Militärvizeweltmeister. Weitere herausragende Kämpfe im europäischen Ausland waren für Klehn gegen die Gdańsk, Spfr. aus Polen sowie gegen eine Auswahl der UdSSR (1977). In dieser Zeit gehörte er dem HABV (Hamburger Amateur Boxverband) an und gewann dreimal in Folge mit dem TSV Uetersen den Jessen-Pokal. Ab 1978 war die Boxsparte des TSV mit Harald Klehn auf nationaler Ebene eine der erfolgreichsten Staffeln im Boxsport. Harald Klehn starb nach kurzer schwerer Krankheit.